# Blitzkrieg

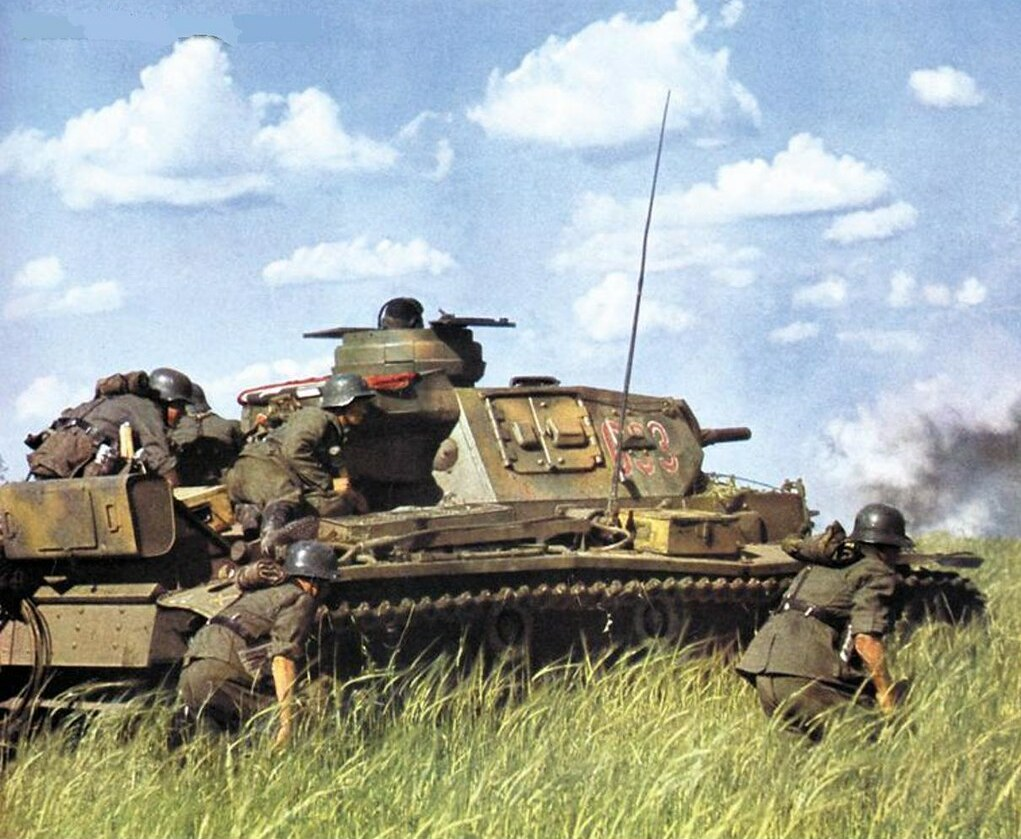
Definirea caracteristicilor a ceea ce este comun cunoscut sub termenul de "blitzkrieg" se bazează pe mobilitatea deosebită a vehiculelor mecanizate de război. (Fotografia prezintă un moment din operațiunile de pe Râul Terek din anul 1942)

Pentru alte utilizări ale termenului, vedeți Blitzkrieg (dezambiguizare).
Blitzkriegⓘ (termen din germană, care însemnă literal "război fulger"; se pronunță 'bliț.crig; cuvântul românesc corespunzător se scrie cu minusculă) este numele comun sub care este cunoscută o doctrină militară care pledează pentru o ofensivă militară generalizată, precedată de atacuri aeriene și bombardamente masive urmate de atacuri foarte rapide. Forțele militare mobile atacă variat și prin surprindere pe un front larg, dar și în adâncimea teritoriului advers, pentru a nu da timp inamicului de a se apăra sau regrupa coerent. O analiză pertinentă a conceptului este efectuată de Karl-Heinz Frieser, in lucrarea "Blitzkrieg-Legende. Der Westfeldzug 1940". Versiunea în limba română a acestei lucrări a apărut la Editura Militară sub titlul "Mitul Blitzkrieg-ului. Campania din Vest a Wehrmacht-ului. 1940 Arhivat în 26 noiembrie 2020, la Wayback Machine.".

## Doctrinǎ
Principiile de bază ale acestei doctrine și tipuri de operații militare au fost dezvoltate de-a lungul secolului XX de mai multe națiuni și armate naționale, fiind adoptate în anii imediat următori ai primului război mondial.  Armata Germaniei, wehrmachtul, a excelat în implementarea acestor concepte prin includerea armelor și vehiculelor moderne ale timpului respectiv ca una din metodele esențiale menite a spori eficiența luptelor și a muta linia de bătălie cât mai adânc în teritoriul inamic.

## Practicǎ
Prima implementare în practică a doctrinei și conceptelor războiului fulger a fost realizată de wehrmacht la începutul teatrelor de operații ale celui de-al doilea război mondial. Strategia a fost deosebit de efectivă în cazul invaziei Franței, Țărilor de Jos și la începutul invaziei Uniunii Sovietice. Aceste operațiunii militare reușite s-au bazat masiv pe manevre de penetrare surprinzător de rapide, nepregătirea generală a inamicilor și inabilitatea acestora de a reacționa suficient de rapid și coerent la ofensiva generalizată a armatei Germaniei Naziste. Faptul că în 1940 armata Germaniei a învins relativ rapid forțele superioare numeric și tehnic ale Franței a condus mulți analiști militari ai timpului la concluzia pripită și falsă că wehrmachtul ar fi folosit un nou sistem de arme complex, constând din noi tipuri de arme inventate anterior de către germani.